# Хэнсон, Альф
А́дольф Джо́натан Хэ́нсон (англ. Adolph Jonathan Hanson; родился 27 июля 1912 в Бутле, умер в 1993 году), более известный как Альф Хэ́нсон (англ. Alf Hanson) — английский футболист, известный по выступлениям за «Ливерпуль» и «Челси».

## Жизнь и карьера
Альф родился в Бутле и начинал карьеру, выступая за одноимённый клуб. В ноябре 1931 года он присоединился к «Ливерпулю», который тогда тренировал Джордж Паттерсон. Его дебют состоялся только 21 января 1933 года в матче Первого дивизиона против хозяев «Вилла Парк» — «Ливерпуль» проиграл 2:5. Одиннадцать дней спустя, 1 февраля он забил свой первый гол за новый клуб, отличившись в матче на «Энфилде» против «Мидлсбро» (1:3). 
Хэнсону понадобилось определённое время, чтобы сделать себе имя в «Ливерпуле», но, в конце концов, он смог пробиться в первую команду. Его «звёздным часом» стал матч мерсисайдского дерби против «Эвертона», в котором «красные» выиграли 7:4, а сам Альф отметился первым в карьере хет-триком. Что ещё более примечательно, Хансон в своё время был на просмотре в «Эвертоне», но «синие» не решились подписать с ним постоянный контракт.
Хотя непосредственной задачей Альфа как левого крайнего был «поднос снарядов», он не забывал и угрожать воротам, забивая в среднем два мяча на каждые семь игр (для игроков, выступавших на позиции чистого нападающего, в то время неплохим показателем было 2 мяча в каждых шести играх). Всего же в 177 матчах за «Ливерпуль» Хэнсон забил 52 мяча, однако запомнился, главным образом, своими ювелирными передачами на знаменитого центр-форварда «Ливерпуля» Гордона Ходжсона.
Брат Альфа Стэн Хэнсон был вратарём «Болтон Уондерерс». Когда их команды встретились в матче на «Энфилде» 23 апреля 1938 года, оба брата были капитанами своих команд, «Ливерпуль» победил в том матче со счётом 2:1, голы были забиты на четвёртой и седьмой минуте Джеком Балмером и Филом Тейлором.
Журналист из известной газеты Liverpool Echo однажды написал о Хэнсоне: «Он не был полностью „одноногим“ футболистом, но именно его левая нога вселяла страх в сердца голкиперов, который видели, как Альф прорывается по левом флангу».
Альф покинул «Ливерпуль» летом 1938 года за 7500 фунтов, хотя он и выступал в качестве «гостевого игрока» в одном из матчей «Ливерпуля» во время Второй мировой войны. В конечном итоге Хансон стал играющим тренером «Саут Ливерпуля», затем «Шелбурна» и, наконец, «Эллемер Порт Таун».
Единственное выступление Альфа за сборную произошло во время войны — 8 февраля 1941 года он сыграл против Шотландии (в то время у него был контракт с «Челси»), игра была на «Сент-Джеймс Парк» и закончилась со счетом 3:2 в пользу шотландцев. Также Хэнсон регулярно играл за бейсбольную команду Англии.
Альф Хансон умер в 1993 году в возрасте 81 года.